# Метуисела Талебула
Метуисела Талебула (енгл. Metuisela Talebula; 20. мај 1991) професионални је рагбиста и репрезентативац Фиџија који тренутно игра за Бордо Биглс.

## Биографија
Висок 186 цм, тежак 98 кг, Талебула је за репрезентацију Фиџија до сада одиграо 19 тест мечева и постигао 58 поена.